# Roebling’s Delaware Aqueduct
Der Roebling’s Delaware Aqueduct ist eine 1848 fertiggestellte Hängebrücke über den Delaware River, die in den USA den Bundesstaat New York mit Pennsylvania verbindet. Die Brücke war das erste Werk von John A. Roebling, des in Thüringen geborenen Ingenieurs, der später die Brooklyn Bridge in New York City baute. Der Delaware-Aquädukt ist eine der älteste erhaltenen Kabelhängebrücke der Welt, die immer noch die ursprünglichen Hauptelemente verwendet.

## Geschichte
Die Bauarbeiten an der Brücke begannen 1847. Es war eine von vier als Aquädukte dienenden Hängebrücken des Delaware and Hudson-Kanals. Als Bauherrin trat die Delaware and Hudson Canal Company auf, die mithilfe des Kanals und von Schienenseilbahnen Kohle aus dem Nordosten von Pennsylvania an den Hudson River transportierte. Die Überführung des Kanals über den Delaware River trennte die Binnenschifffahrt von der Flößerei auf dem Fluss.
Der Kanal wurde 1898 stillgelegt und die Brücke in eine private Mautbrücke für den Straßenverkehr umgebaut. Sie wurde 1980 vom National Park Service gekauft, denn sie wurde bereits 1968 zum historischen Denkmals von nationaler Bedeutung erklärt und erhielt auch den Status eines historischen Denkmals der Ingenieurbaukunst. Die Brücke wurde 1983 durch den National Park Service komplett restauriert.